# Isla Eten
Isla Eten también escrito Isla Etten (en inglés: Eten Island) es una isla en la laguna de Truk en los Estados Federados de Micronesia. Se encuentra justo al sur de la isla Dublon. Esta pequeña isla fue modificada extensamente por las fuerzas japonesas durante la Segunda Guerra Mundial para convertirla en una pista de aterrizaje.